# Црвенперка
Црвенперка, красноперка или црвеноока (лат. Scardinius  erythrophthalmus), врста је слатководне, врло бројне рибе која живи у многим водама Европе. Црвенперка је риба из фамилије Cyprinidae. Црвенперка постиже максималну дужину од 40 cm, а може да тежи до 2 kg. Мрести се од априла до јуна.

## Опис и грађа
Црвенперка је изгледом врло слична бодорки, али је знатно шаренија - златна са гримизним перајима, а очи су јој јарко жуте с црвеном мрљом, али, у зависности у којим стаништима живи (стајаће или текуће воде) боја може варирати. Оно по чему се још разликују су и уста која имају истуренију доњу усну - храни се при површини, за разлику од бодорке која ради обрнуто.
Црвенперка се често укрштава са девериком или другом крупнијом рибом из фамилије ципринида - Cyprinidae, па је све ређа, иако постоје изолована станишта где је има у изворном облику. Распрострањена је свуда по Европи а храни се најчешће у јатима при површини (разним инсектима), и може достигнути тежину и већу од 2 kg. Просечна дужина одрасле јединке износи између 20 и 30 cm, а капиталаца тежине преко пола килограма и 35 до 40 cm. Најтежи познати примерци црвенперке били су преко два килограма, али су то махом били хибриди из укрштања. 
Црвенперка се од белице разликује по положају уста, више су уздигнута, по оштром прелазу између трбуха и подрепног пераја, као и далеко повученом леђном перају према репу.

## Навике, станиште, распрострањеност
Црвенперка првенствено обитава у великим језерима, природним и вештачким, али је има и у води као што су баре и ископи. Може се наћи и у мирнијим деловима текућих вода уз деверике. Црвенперка борави у близини воденог растиња као што је локвањ, дрезга, шаш, трска. Ређе излази на отворене воде, а током зиме се у јатима повлачи у дубине. По положају уста може се закључити где и како црвенперка хвата инсекте. Хвата их на површини воде и то искључиво током дана при сунчевој светлости. Понекад се могу приметити како својим леђним перајима секу воду остављајући благе таласиће иза себе. Црвенперка воли бистру воду. Као и штука и црвенперка се углавном ослања на чуло вида. Воде богате црвенперкама често су исто толико богате и штукама. Њено омиљено боравиште је у водама пуним растиња, а најрадије борави у широким пољима шаше и трске која по правилу нуде обиље разноврсне хране, пре свега ситне животињице. 

## Размножавање
Црвенперка полну зрелост достиже са три или четири године живота. Мрешћење је у пролеће у периоду од априла до јуна. Плодност је 96 000 - 232 000 јаја. Јаја се одлажу на биљке. У промеру имају око 1,5 mm. 